# Odessa Thornhill
Odessa Thornhill, née en 1984, est une chanteuse de soul canadienne aux origines caribéennes, sa mère étant originaire de la Barbade et son père des îles Grenadine. Elle a grandi dans une famille d’artistes, ce qui l’a immergée dès son plus jeune âge dans un environnement riche en musique et en arts. Très tôt, elle s’est initiée au piano, au violon et à diverses formes de danse.
Sa carrière professionnelle débute au sein du Cirque du Soleil, où elle est sélectionnée comme chanteuse pour le spectacle La Nouba à Orlando, en Floride, de 2001 à 2003. Cette expérience marque le début de sa passion pour la scène et l’amène à se produire à travers le Canada. Elle contribue également en tant que formatrice, dispensant des ateliers de danse, de chant et de poésie. Son engagement dans la danse contemporaine africaine est reconnu par le Conseil des Arts du Canada.
En 2008, Odessa Thornhill collabore avec le rappeur K.Maro sur la chanson Never Walk Away. La même année, elle participe au single Step Back de la chanteuse française Shy’m, ce qui accroît sa notoriété auprès du public francophone.
En avril 2010, elle sort son premier album solo, qui inclut une reprise de Kiss From a Rose de Seal. Parallèlement, elle continue sa collaboration avec le Cirque du Soleil, notamment pour le spectacle Totem en 2011 et 2013.
Odessa Thornhill est reconnue pour sa voix envoûtante et son style mêlant soul, folk et influences caribéennes, reflétant ainsi la richesse de ses origines et de son parcours artistique.